# Pipeline (cântec)
Pipeline este o piesă a formației britanice Depeche Mode. Piesa a apărut pe albumul Construction Time Again, în 1983.